# Canadaspis
La canadaspide (gen. Canadaspis) è un crostaceo estinto, vissuto nei mari del Cambriano inferiore e medio (tra 515 e 505 milioni di anni fa). I suoi resti sono stati rinvenuti nel ben noto giacimento di Burgess Shales in Canada, in Utah, in Nevada e in Cina.

## Descrizione
Questo animale, lungo fino a otto centimetri, era racchiuso in un guscio da cui sporgeva solo la parte posteriore. Il torace era formato da otto segmenti, mentre l'addome da sette segmenti più un telson (coda) dalla forma sottile, divisa e appuntita. Il capo aveva cinque paia di appendici, come nei crostacei odierni, e due occhi posti su corti peduncoli. L'addome non presentava nessuna struttura, mentre i segmenti toracici portavano ognuno una coppia di appendici biramate, con un ramo inferiore a forma di arto e un ramo superiore con funzione di branchia.

## Scoperta e classificazione

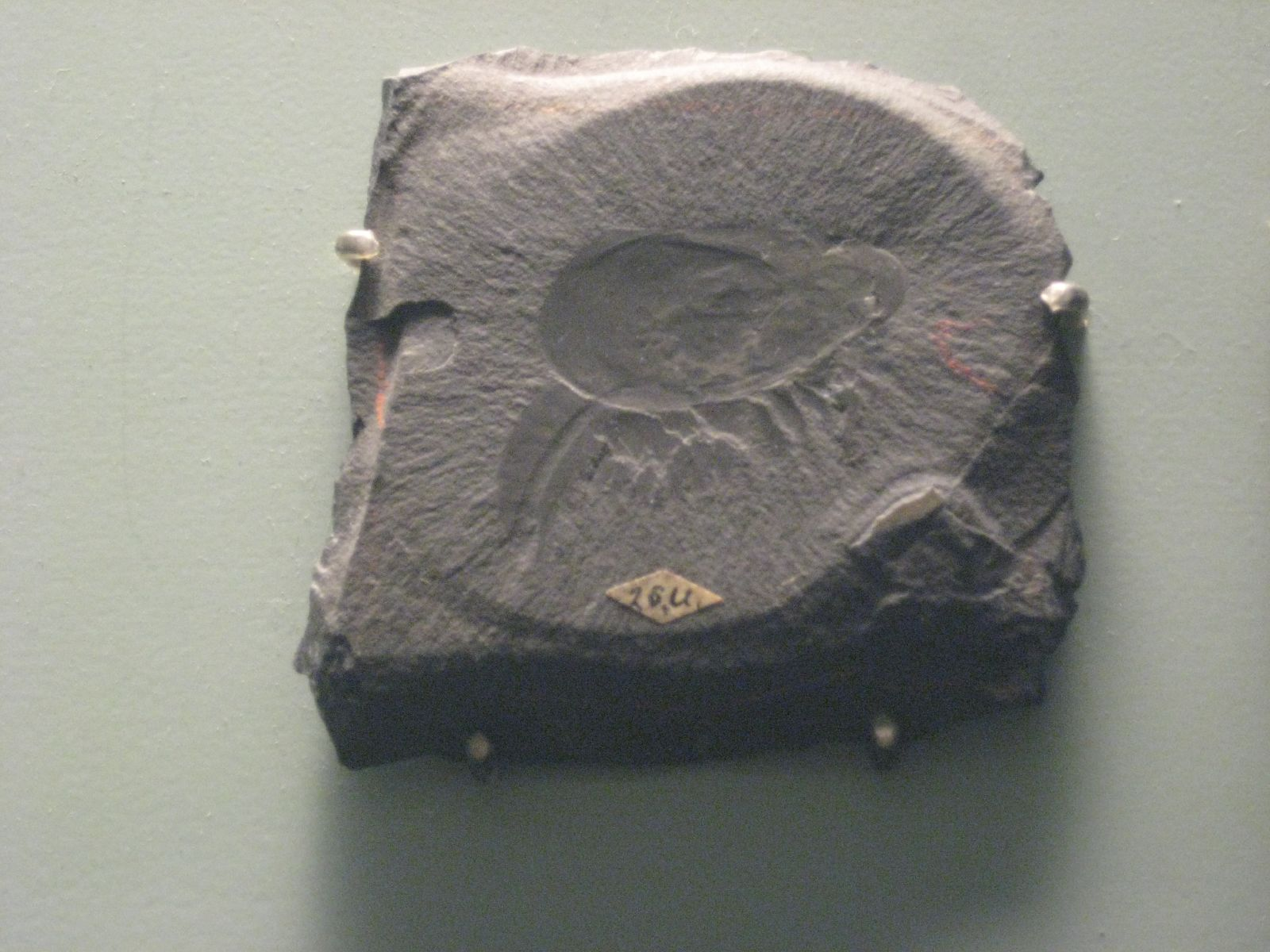
Fossile di Canadaspis perfecta

La canadaspide è uno degli animali più numerosi del giacimento di Burgess, secondo solo alla Marrella come numero di esemplari. La specie tipo, Canadaspis perfecta, è stata rinvenuta da Charles Doolittle Walcott negli anni '10. La ridescrizione di Derek Briggs, avvenuta nel 1978, è stata fondamentale per comprendere che questo animale era un crostaceo primitivo, appartenente alla sottoclasse dei malacostraci (Malacostraca), che comprende anche gamberi, aragoste e granchi. Successivamente sono stati scoperti altri resti attribuiti al genere nel giacimento di Maotianshan, in Cina; questa specie, nota come C. laevigata, è ritenuta da alcuni troppo primitiva per essere ascritta al genere Canadaspis, mentre altri studiosi non la considerano nemmeno un crostaceo.